# ローリー・ターシス
ローリー・ターシス（Lorie Tarshis、1911年3月22日 - 1993年10月4日）は、カナダの経済学者である。彼は長いあいだスタンフォード大学で教鞭をとっていた。ターシスはケインズ主義をアメリカの大学教育に初めて導入した入門書『エレメンツ・オブ・エコノミクス』(1947年)の著者として評価されている。ただし、本書は、マッカーシズムの活動家によって共産主義に対する過大な共感を示していると批判されてからは、急速に人気を失った。その代わりにケインズ革命をアメリカに広めたのが1948年出版のポール・サミュエルソンの『経済学』である。
ターシスはトロントで生まれ、トロント大学で学士号を、ケンブリッジ大学トリニティカレッジで経済学の修士と博士の学位を得た。
ターシスは1936年にアメリカにやってきてボストン近郊のタフツ大学で講師となった。第二次世界大戦中には戦時生産委員会で働き、その後、アメリカ陸軍航空軍がリビアやチュニジア、イタリアで爆撃するためのオペレーションズ・リサーチの分析官となった。
ターシスはスタンフォード大学で1946年から助教授として教壇に立ち、後に正教授になった。
ターシスはスタンフォード大学で1950年から1970年までのあいだに何度か経済学部長を務めた。その後、トロント大学のスカボロ・カレッジに転任し、1978年まで経済学の教授として働いた。1988年までは彼はオンタリオ州のヨーク大学で経済学部の教授と学部会議長代理を務めた。
彼は82歳の時にトロントの介護施設でパーキンソン病のため亡くなった。